# Maison au 130, rue du Florival à Buhl
La maison au 130, rue du Floriva est un monument historique situé à Buhl, dans le département français du Haut-Rhin.

## Localisation
Ce bâtiment est situé au 130, rue du Florival à Buhl.

## Historique
L'édifice fait l'objet d'une inscription au titre des monuments historiques depuis 1989.